# Потерянные души
Потерянные души (англ. Lost Souls) — роман ужасов американского писателя Поппи Брайт, изданный в 1992 году.

## От издателя
Они бродят по улицам современных городов. Вы слушаете, как они играют, как говорят, как смеются. Вы не поймете, кто они такие. Не поймете, пока не станет слишком поздно. Пока поцелуй вампира — ночного хищника — не станет последним, что вы почувствовали в жизни. Они знают: человеческая душа — просто игрушка для того, кто превратил умение убивать в высокое искусство. Они потеряли все — все, кроме умения не просто отнять у вас жизнь, но сделать это стильно!…

## Основные персонажи
- Стив Финн («Steve Finn») — вырос в городе Потерянная Миля, штат Северная Каролина и работает в звукозаписывающем магазине «Вертящийся Диск». Он высок,  у него хищный нос и длинные, чёрные, чаще всего немытые, волосы. Стив гордый и упрямый, много пьёт в плохие периоды и имеет ужасный характер. На протяжении романа тоскует по своей бывшей девушке Энн.
- Дух (Ghost) — лучший друг Стива. Он в полной мере соответствует своему имени — прозрачная кожа, белокурые тонкие волосы, большие синие глаза, мягкий и сопереживающий характер. Дух часто видит необъяснимые видения, иногда оказывающиеся вещими.
- «Потерянные Души?» (англ. Lost Souls?) — музыкальная группа Стива и Духа, в которой Дух является вокалистом, а Стив играет на гитаре. «Потерянные Души?» совершили поездку поперёк штатов и часто выступают в клубе «Священный Тис» в городе Потерянная Миля, Северная Каролина.
- Энн Брансби-Смит (англ. Ann Bransby-Smith) — бывшая девушка Стива, у неё длинные золотисто-рыжие волосы. На протяжении всего романа играет неоднозначную роль, стала обречённой в тот момент, когда Зиллах, Твиг, Молоха и Никто приехали в Потерянную Милю, Северная Каролина. Большинство из её описанией в романе сводится к нарастающей неприязни со стороны её нового любовника Зиллаха и прежней тоски Стива по ней. Энн — одна из наиболее трагических жертв в этой истории.
- Вампиры (англ. Vampires) — вампиры этого романа немного отличаются от традиционных представлений, они — иная раса, очень похожая на людей. В то время, как одни из них питаются кровью, другие забирают красоту и любовь. В отличие от более старых вампиров, новое поколение не имеет естественно острых клыков, поэтому они затачивают их, чтобы заострить. Одно из отличий вампиров Поппи Брайт состоит в том, что они не имеют сверхъестественных способностей, в некоторой степени они бессмертны, но могут быть убиты ударом в сердце или мозг. Имеют способности к быстрому заживлению ран и усиленное чувство запаха и вкуса. Более старые вампиры не могут перемещаться при свете дня, они также не могут переносить алкоголь и человеческие продукты продовольствия из-за возможного отравления. Один из наиболее распространённых спиртных напитков в романе — Шартрёз, зелёный, подобный абсенту ликёр.
- Никто (также Джейсон) (англ. Nothing — Jason) — молодой вампир рождённый в Новом Орлеане, подкинутый семье людей, которые дали ему новое имя Джейсон и воспитали. История сосредоточена вокруг него и его поездки на юг (Потерянная Миля), чтобы найти свою настоящую семью. Мечтает познакомиться с Духом и Стивом из Lost Souls?. Имя «Никто» для него означает чистый лист, на котором он сам смог бы написать все что захочет.
- Зиллах (англ. Zillah) — отец Никто, также его любовник. Отличительные особенности — гипнотические зелёные глаза, имеющие способность околдовывать людей, ставших его добычей, карамельные волосы с красной, зелёной и золотой прядями — цвета карнавала Марди Гра. На протяжении романа изображается как невероятно красивый, жестокий и хладнокровный, андрогинного вида вампир. Становится более чувствительным, когда узнаёт о сыне.
- Твиг и Молоха (англ. Twig and Molochai) — ненасытные друзья Зиллаха. Твиг выше Молохи и имеет острые черты лица, Молоха слегка ниже, его лицо с круглыми и ребяческими чертами. Предпочитают шоколадные конфеты и сладости остальным вкусам. Их компания путешествует по всей стране на фургоне, который водит Твиг.
- Кристиан (англ. Christian) — держит свой бар в Новом Орлеане. Заботился о Джесси, матери Никто, на протяжении её беременности, после чего увёз младенца в маленький городок штата Мэриленд и оставил на пороге незнакомого дома. Ему 383 года, он самый старый и мудрый вампир, возможно поэтому наиболее изолированный. Единственный, кто не может употреблять человеческие продукты и спиртные напитки, живёт исключительно за счёт крови. Он также единственный, кто не терпит солнечного света, но может перемещаться днем если закрывает кожу и глаза.

## Дополнительные персонажи
- Близнецы (англ. Twins) — вампиры, питающиеся красотой и любовью, часто являются Духу в видениях.
- Кинси Колибри (англ. Kinsey Hummingbird) — владелец клуба «Священный Тис» в Потерянной Миле.
- Лейн Петерсон (англ. Laine Petersen) — друг Никто
- Джесси Грич (англ. Jessy Creech) — мать Никто
- Уоллас Грич (англ. Wallace Creech) — отец Джесси
- Аркадий Равентон (англ. Arcady Raventon) — владелец магазина магических принадлежностей в Новом Орлеане.
- Мисс Деливеранс (англ. Miss Deliverance) — умершая бабушка Духа, в наследство которому остался дом в Потерянной миле.
- «Bauhaus», «The Cure» — музыкальные рок-группы, упоминающиеся на протяжении романа.

## Другое
«Семя Потерянных Душ» (англ. The  seed of  Lost  Souls), рассказ написанный в 1987—88, ставший основой для романа «Потерянные Души». Включает в себя предисловие и статью от автора о вампирах, интервью с автором примерно датированное временем публикации романа «Потерянные Души».
1. ↑  Книга Потерянные Души (Lost Souls) Поппи Брайт - LibreBook.me. librebook.me. Дата обращения: 6 июля 2024. Архивировано 6 июля 2024 года.